# Edersleben
Edersleben település Németországban, azon belül Szász-Anhalt tartományban. Lakosainak száma 961 fő (2023. december 31.). Edersleben Sangerhausen és Allstedt községekkel határos.

## Népesség
A település népességének változása:
| Lakosok száma | 1026 | 984  | 977  | 974  | 959  | 961  |
|               | 2014 | 2017 | 2019 | 2021 | 2022 | 2023 |